# San Francisco 49ers 1964
La stagione 1964 dei San Francisco 49ers è stata la 14ª della franchigia nella National Football League.

## Partite

### Stagione regolare
| Turno | Data  | Avversario               | Risultato | Record | Pubblico |
| ----- | ----- | ------------------------ | --------- | ------ | -------- |
| 1     | 13/9  | Detroit Lions            | S 26–17   | 0–1    | 33,204   |
| 2     | 20/9  | at Philadelphia Eagles V | 28–24     | 1–1    | 57,352   |
| 3     | 27/9  | St. Louis Cardinals      | S 23–13   | 1–2    | 30,969   |
| 4     | 4/10  | Chicago Bears            | V 31–21   | 2–2    | 33,132   |
| 5     | 11/10 | at Green Bay Packers     | S 24–14   | 2–3    | 47,380   |
| 6     | 18/10 | at Los Angeles Rams      | S 42–14   | 2–4    | 54,355   |
| 7     | 25/10 | Minnesota Vikings        | S 27–22   | 2–5    | 31,845   |
| 8     | 1/11  | at Baltimore Colts       | S 37–7    | 2–6    | 60,213   |
| 9     | 8/11  | at Minnesota Vikings     | S 24–7    | 2–7    | 40,408   |
| 11    | 22/11 | at Chicago Bears         | S 23–21   | 3–8    | 46,772   |
| 12    | 29/11 | Baltimore Colts          | S 14–3    | 3–9    | 33,642   |
| 13    | 6/12  | Los Angeles Rams         | V 28–7    | 4–9    | 31,791   |
| 14    | 13/12 | at Detroit Lions         | S 24–7    | 4–10   | 41,854   |